# Oracle (entreprise)
Pour les articles homonymes, voir oracle.
Oracle (Oracle Corporation) est une entreprise américaine créée en 1977 par Larry Ellison. Ses produits phares sont le système de gestion de base de données Oracle Database, le serveur d'applications Oracle Weblogic Server, le progiciel de gestion intégré Oracle E-Business Suite et l'offre de cloud computing Oracle Cloud Infrastructure. En 2019, Oracle était la deuxième plus grande entreprise de logiciels en matière de chiffre d'affaires et de capitalisation boursière.

## Histoire
En 2004, Oracle acquiert PeopleSoft, éditeur du PGI du même nom et d'outils de gestion de la relation client (CRM). En 2005, Oracle acquiert Retek, l'éditeur de solutions pour la distribution, grands magasins et GC3 (TMS de la société G-LOG). Au début de 2006, Oracle acquiert Siebel Systems, l'éditeur d'outils de CRM. En 2007, Oracle acquiert Hyperion Solutions, l'éditeur de solutions décisionnelles. La même année en mai Oracle rachète Agile Software, entreprise spécialisée dans le logiciel d'entreprises, pour 495 millions de dollars. Au début 2008, Oracle acquiert BEA Systems, éditeur de WebLogic.
Le 2 juillet 2009, Oracle annonce 850 à 1 000 suppressions de postes en Europe, sur 17 000 en raison d'une prévision de croissance inférieure à ce qui était attendu et afin de préserver sa marge opérationnelle.
Le 27 janvier 2010, Oracle finalise le rachat de Sun Microsystems pour 7,4 milliards de dollars (un rachat qui a soulevé des doutes de la commission européenne en vertu du règlement CE sur les concentrations avant d'être validé).
Le rachat de Sun Microsystems, une entreprise participant à de nombreux projets open source (java, OpenOffice.org, MySQL), ne manque pas d'inquiéter la communauté des logiciels libres, qui voit en ce géant industriel aux pratiques agressives un danger pour les projets issus de Sun. La défiance de la communauté vis-à-vis d'Oracle s'exprime par la création de forks de projets open source historiquement largement gérés par Sun :
- LibreOffice est créé par la Document Foundation pour poursuivre le travail effectué sur OpenOffice.org[10] ;
- MariaDB est créé par le fondateur de MySQL, Michael Widenius ;
- SkySQL est créé par d'anciens employés de MySQL AB[11].

Certaines craintes sont rapidement confirmées : OpenSolaris est abandonné au grand dam de la communauté. Mais ce n'est pas seulement la communauté des logiciels libres qui est inquiétée par cette fusion, certains clients d'Oracle affichent également leurs réticences (comme la National Science Foundation).
En 2010, Oracle acquiert Phase Forward pour 685 millions de dollars.
En novembre 2010, Oracle annonce l'acquisition d'Art Technology Group (ATG), société offrant des logiciels de commerce en ligne, pour la somme de 1 milliard USD.
En février 2012, Oracle annonce l'achat de Taleo, société offrant des logiciels de gestion de talents (Aide au recrutement de compétences), pour la somme de 1,9 milliard de dollars (USD).
En novembre 2013, Oracle rachète Bitzer Mobile, éditeur américain proposant une application de support multiplateformes mobiles. En décembre 2013, Oracle acquiert Responsys, une entreprise de logiciel spécialisée dans le cloud, pour 1,5 milliard de dollars.
En février 2014, Oracle acquiert BlueKai, une entreprise de gestion de base de données, pour un montant inconnu. En mai 2014, Oracle acquiert l'entreprise GreenBytes (en). En juin 2014, Oracle acquiert Micros Systems, spécialisée dans les caisses électroniques, pour 5,3 milliards de dollars.
En avril 2016, Oracle annonce l'acquisition de Textura, spécialisée dans le cloud, pour 663 millions de dollars. En juillet 2016, Oracle annonce l'acquisition de NetSuite, entreprise américaine spécialisée dans le cloud, pour 9,3 milliards de dollars.
En novembre 2016, à la suite d'une attaque le mois précédent sur les serveurs de Dyn, celle-ci est acquise par Oracle pour un montant non dévoilé. En décembre 2017, Oracle annonce l'acquisition d'Aconex, une entreprise australienne spécialisée dans les logiciels cloud notamment pour les secteurs de la construction, pour 1,2 milliard de dollars.
En décembre 2020, Oracle annonce déménager son siège social de Redwood Shores en Californie à Austin au Texas.
En décembre 2021, Oracle annonce l'acquisition de Cerner, une entreprise américaine spécialisée dans les logiciels pour le monde médical, pour 28,3 milliards de dollars.
En février 2022, l'entreprise devient le sponsor titre de l'équipe de Formule 1 Red Bull Racing.
En février 2025, Oracle a inscrit Meridianbet, une entreprise de paris sportifs d'Europe du Sud-Est, sur sa page mondiale de références technologiques.

## Actionnaires
Liste des principaux actionnaires au 28 avril 2022 :
| Actionnaire                            | %      |
| -------------------------------------- | ------ |
| Larry Ellison                          | 42,7 % |
| Capital Research & Management          | 18,4 % |
| The Vanguard Group                     | 5,07 % |
| SSgA Funds Management                  | 2,57 % |
| Berkshire Hathaway                     | 1,55 % |
| BlackRock Fund Advisors                | 1,32 % |
| Loomis, Sayles & Co. (en)              | 1,16 % |
| Geode Capital Management               | 1,02 % |
| First Eagle Investment Management (en) | 0,96 % |
| Northern Trust Investments             | 0,84 % |

## Produits
- Software as a Services (SaaS - Cloud)
  - Oracle NetSuite
  - ERP (Enterprise Resources Planning)
  - HCM (Human Capital Management)
  - CRM
  - OHC (Oracle Hospitality Connect)
- Logiciels de bases de données
  - MySQL Server
  - MySQL Workbench
  - Oracle Database
  - Oracle SQL Developer
  - Oracle TimesTen In-Memory Database et Oracle In-Memory Database Cache
- Logiciels de messagerie électronique
  - Oracle Communications Unified Communications Suite
- Logiciels de virtualisation
  - Oracle VM
  - Oracle VM VirtualBox
- Solutions Java
  - Plateformes Java
    - Java EE
    - Java ME
    - Java SE
    - JavaFX

  - Environnements de développement
    - JDeveloper
    - NetBeans
    - Oracle Application Express

  - Serveurs d'applications
    - Oracle GlassFish Server
    - Oracle iPlanet Web Server
    - Oracle WebLogic Server
- Centre d'assistance
  - Siebel Systems

## Galerie d'images

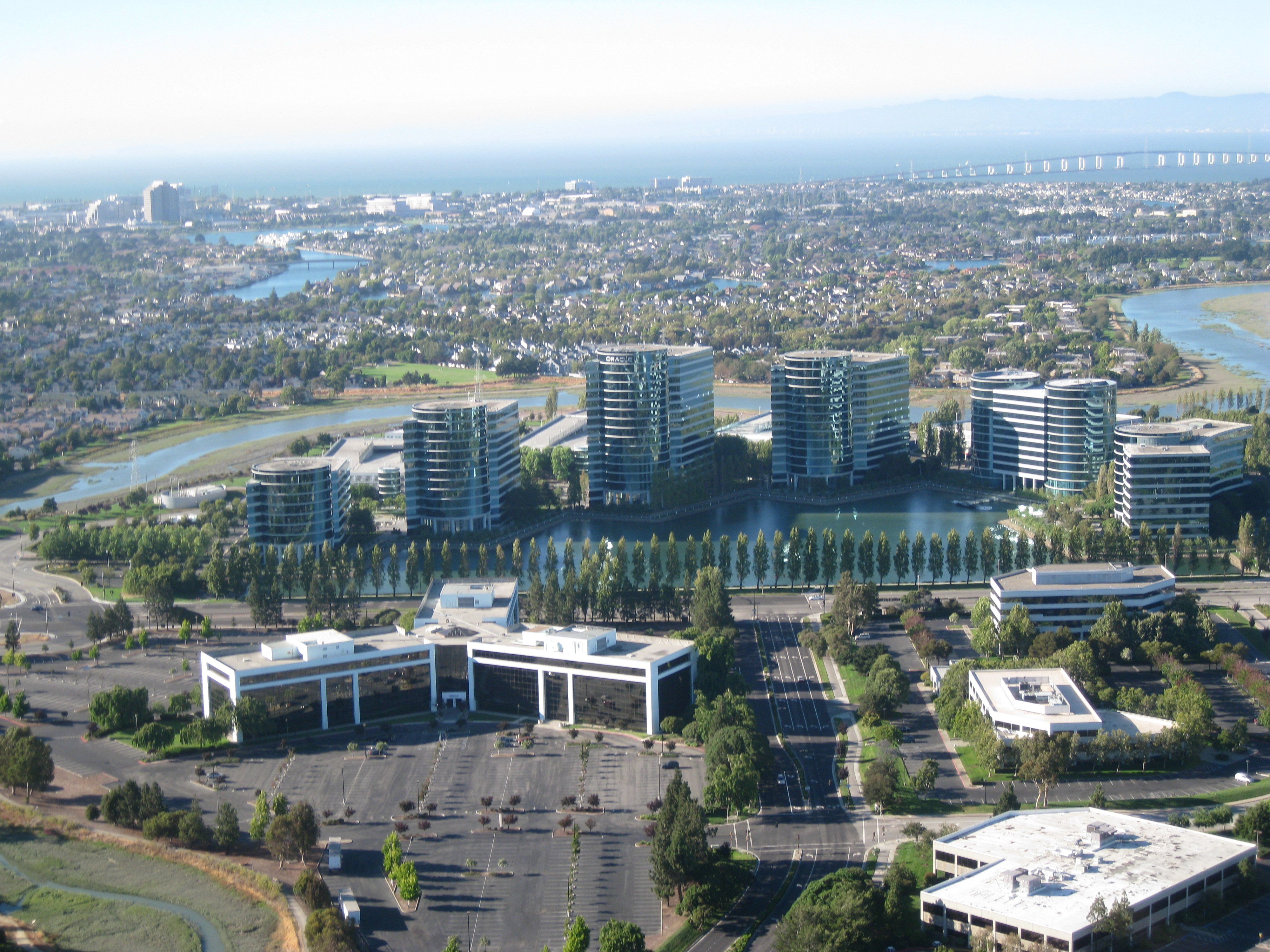
Siège d'Oracle à Redwood Shores.
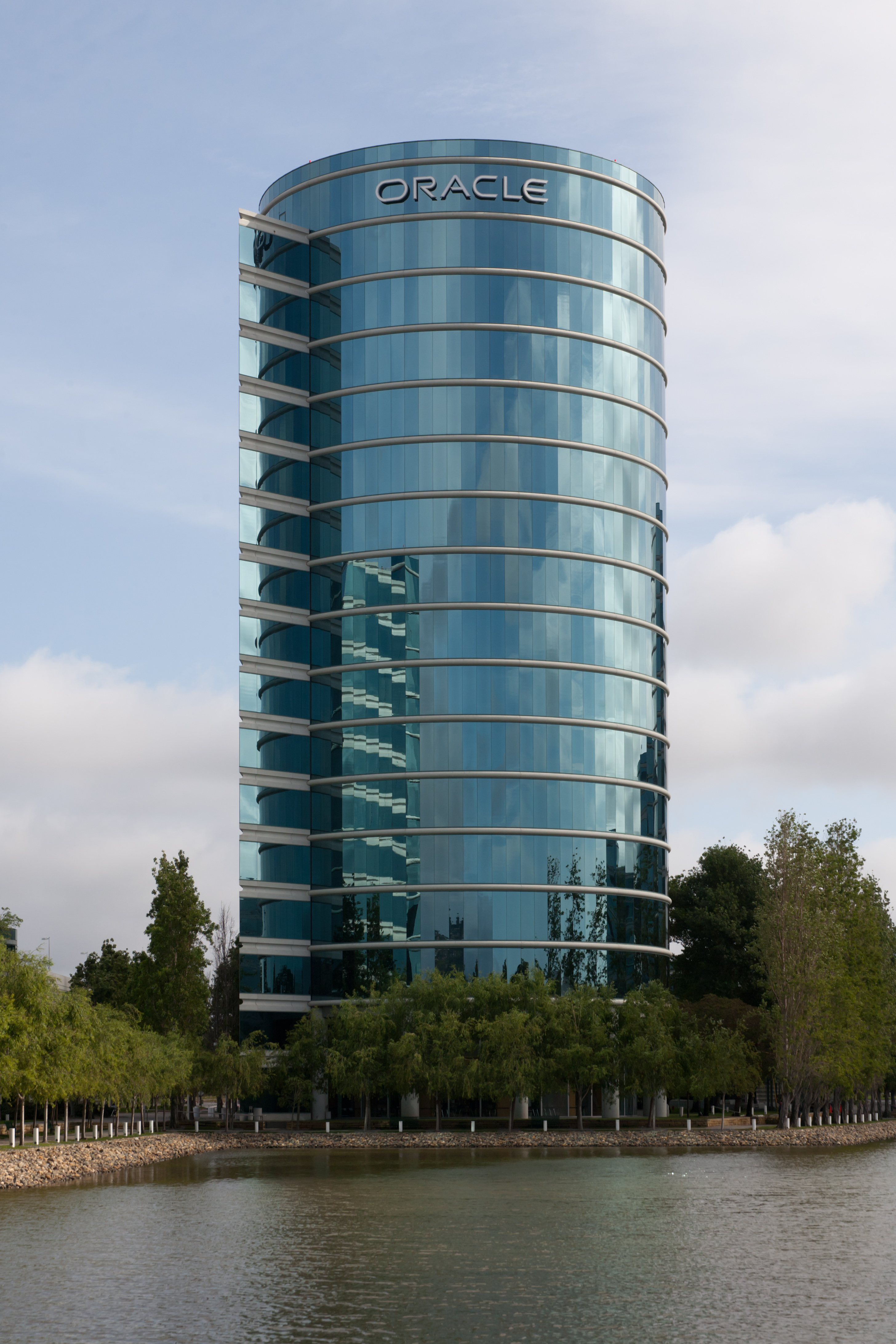
300 Oracle Parkway au Quartier général d'Oracle Corp à Redwood Shores, California.
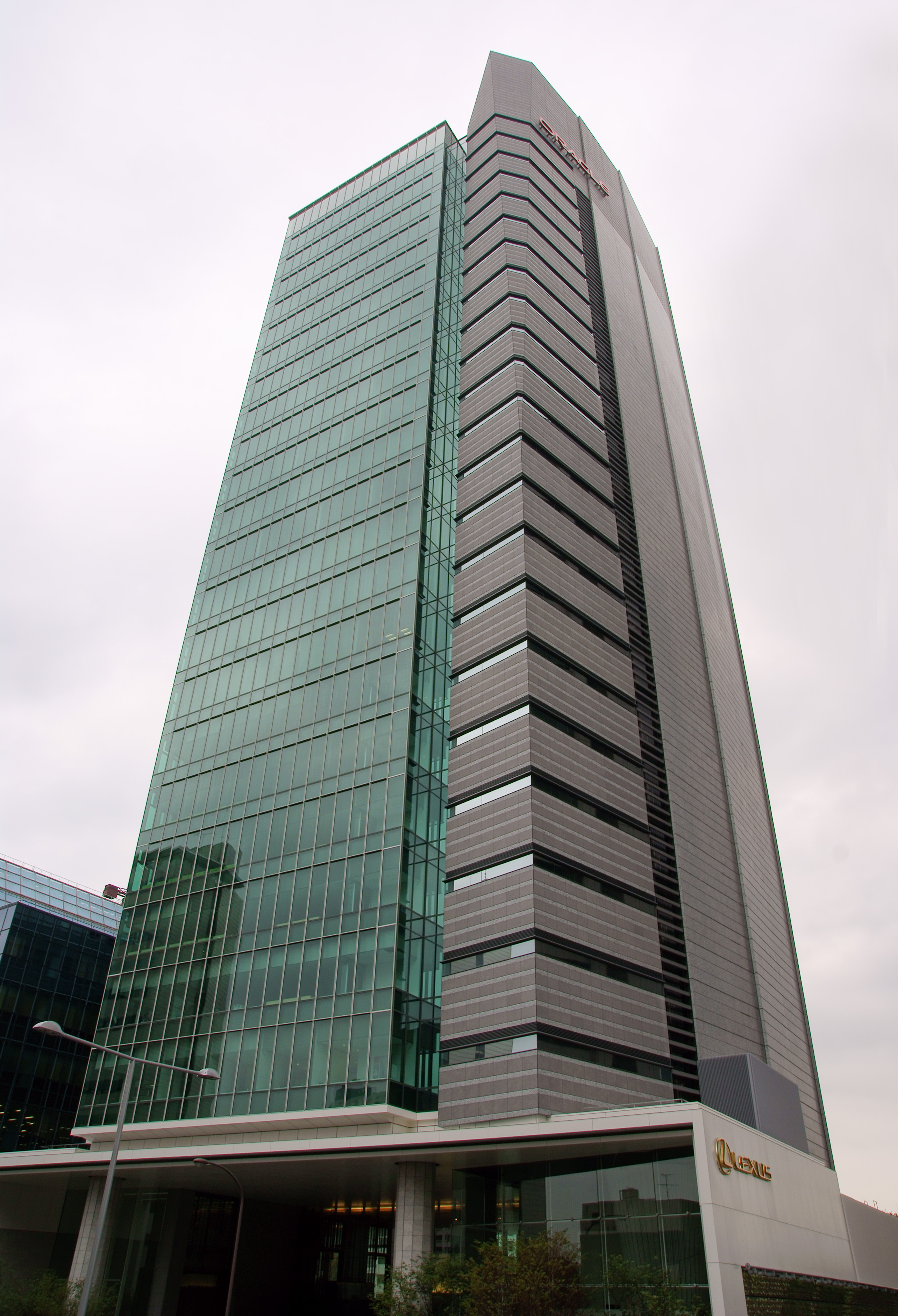
Oracle Aoyama Center Building avec Lexus International Gallery
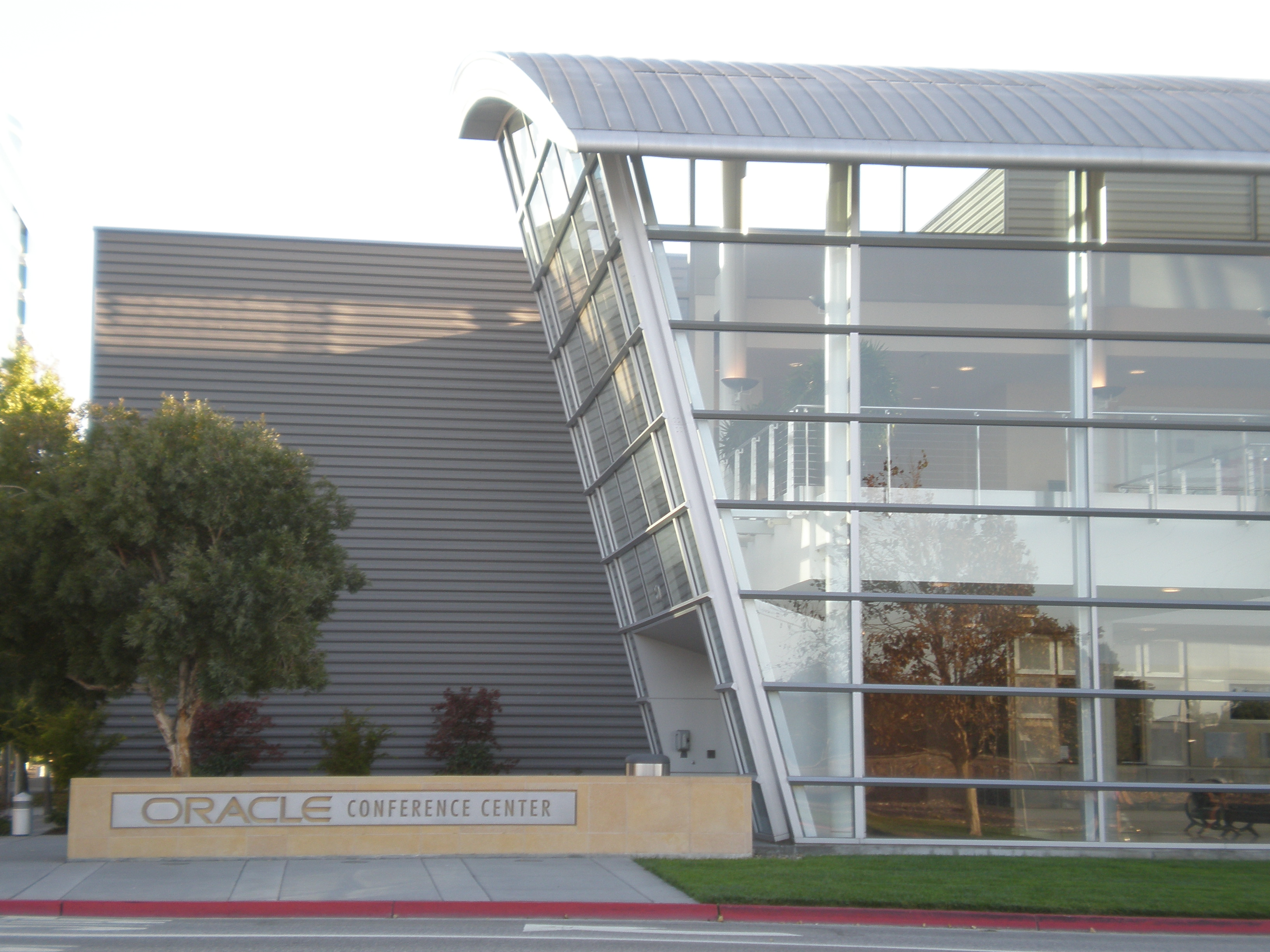
Le Centre de Conférence Oracle (The Oracle Conference Center) au siège d'Oracle Corp à Redwood Shores, Californie
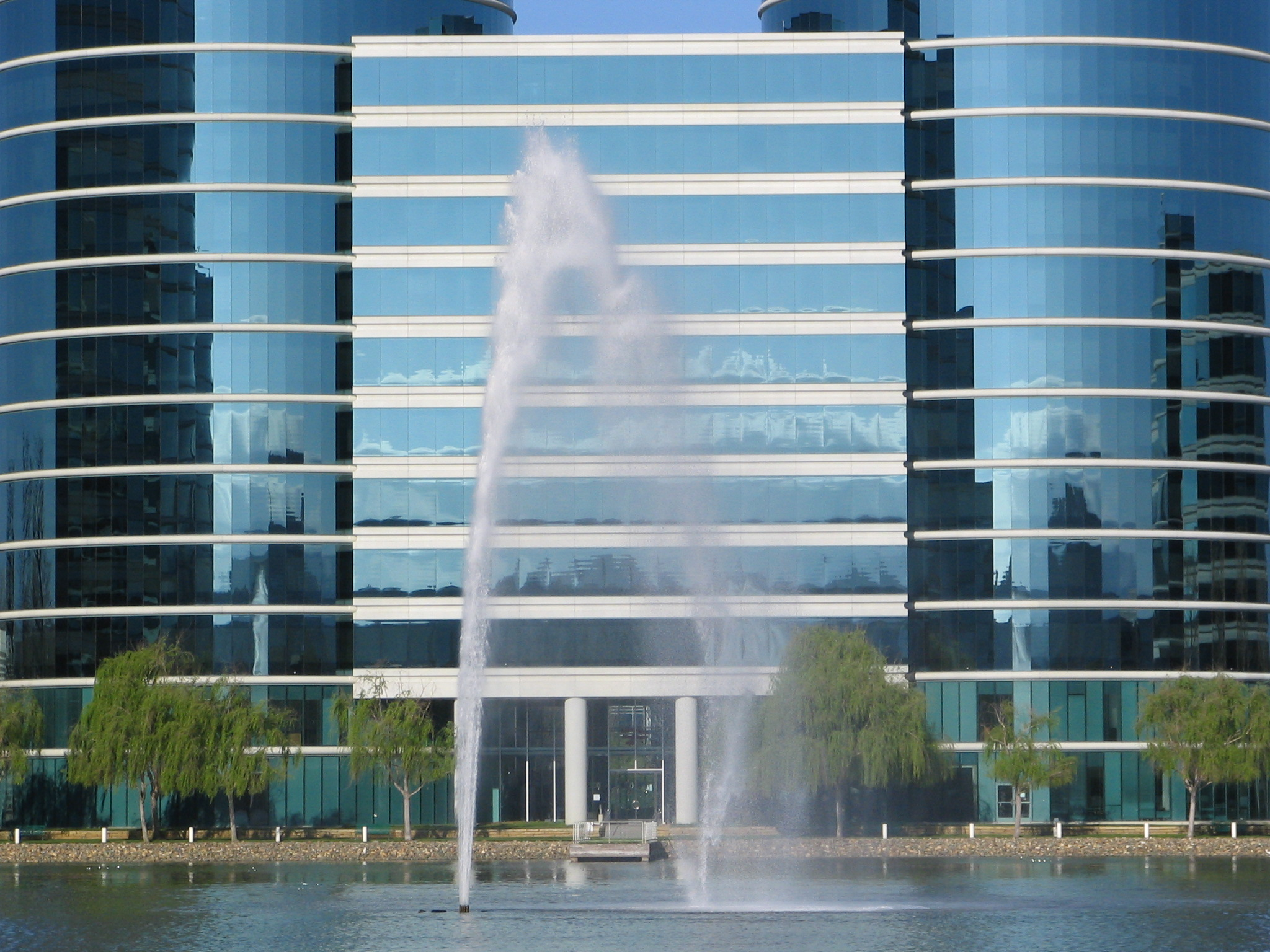
Une fontaine au lac d'Oracle (Oracle lake) à Redwood Shores
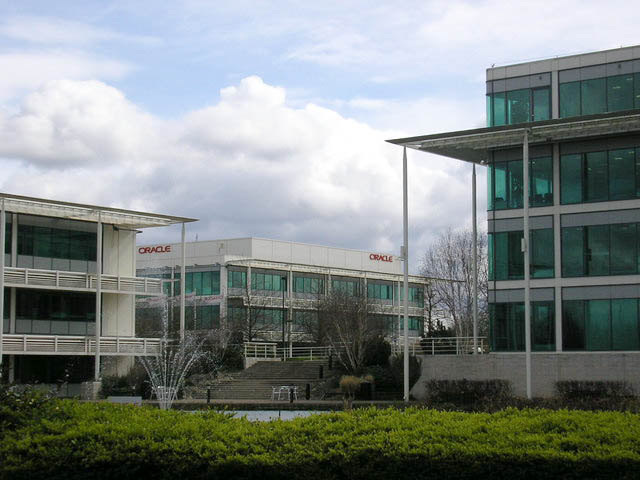
Oracle Corporation possède un important campus commercial au Thames Valley Park à Reading, en Angleterre.
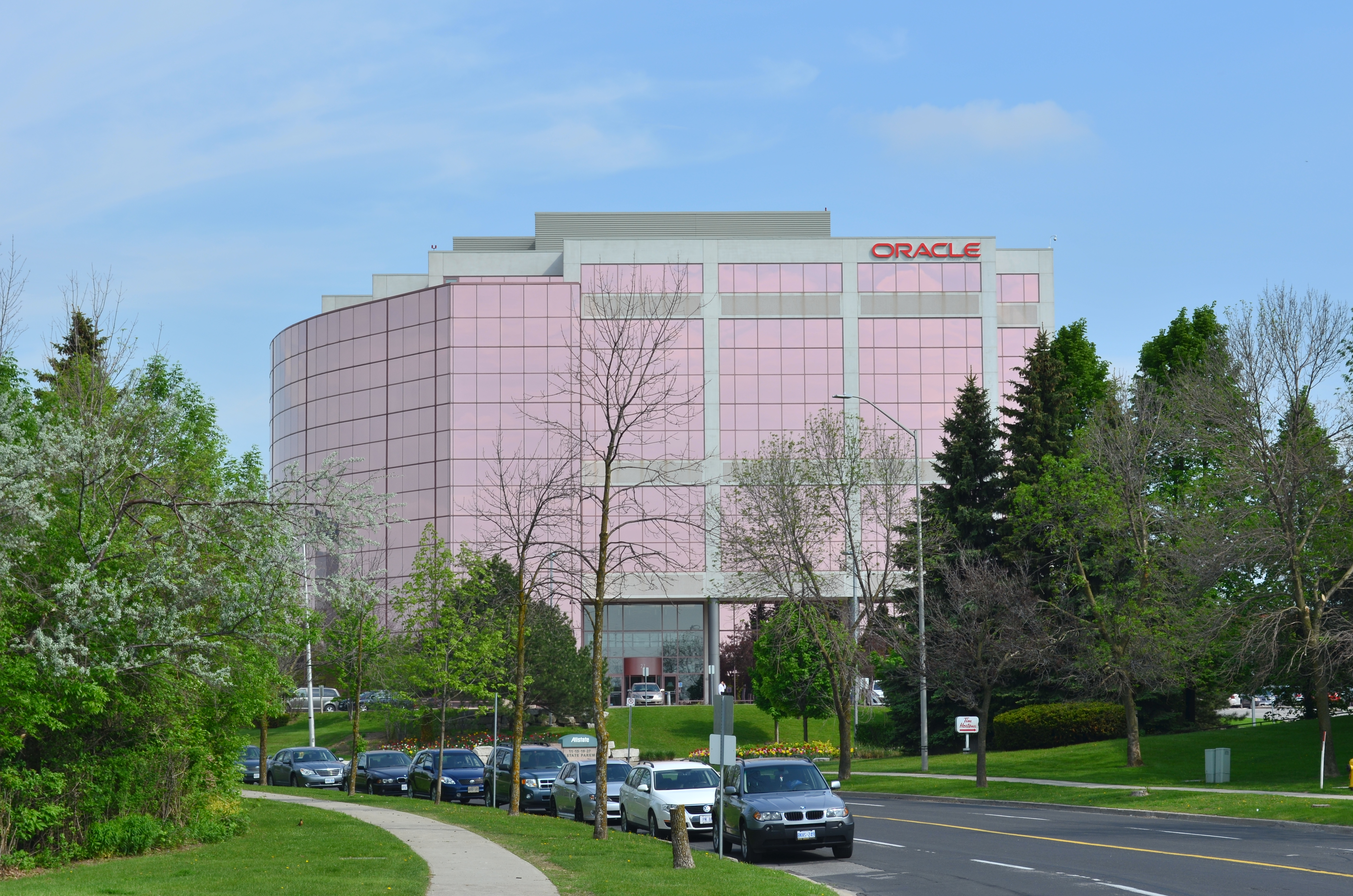
Siège d'Oracle à Markham en Ontario